# Funció de treball
La funció de treball és l'energia mínima (normalment mesurada en electró-volts, eV), necessària per arrencar un electró d'un sòlid, a un punt immediatament fora de la superfície del sòlid (o l'energia necessària per moure un electró des del nivell d'energia de Fermi fins al buit). Aquí "immediatament" vol dir que la posició final de l'electró està lluny de la superfície a escala atòmica però encara a prop del sòlid en una escala macroscòpica. La funció de treball és una propietat fonamental per a qualsevol substància sòlida amb una banda de conducció (tant buida com parcialment plena). Per a un metall, el nivell de Fermi està dins de la banda de conducció, indicant que la banda està parcialment plena.
Per a un aïllant, el nivell de Fermi cau dins del gap, indicant una banda de conducció buida, en aquest cas, l'energia mínima per arrencar un electró és aproximadament la suma de la meitat del gap, i la funció de treball.

## Funció de treball fotoelèctrica
La funció de treball és l'energia mínima que ha de proporcionar a un electró per alliberar-lo de la superfície d'una substància determinada. En l'efecte fotoelèctric, l'excitació electrònica és obtinguda per absorció d'un fotó
(cal fer un aclariment: quan un electró adquireix energia, aquest salta d'un nivell d'energia a un altre en salts quàntics. Aquest procés s'anomena excitació d'un electró, i els nivells alts d'energia s'anomenen estats excitats). Si l'energia del fotó és major que la funció de treball de la substància, es produeix l'emissió fotoelèctrica i l'electró és alliberat de la superfície (l'excés d'energia del fotó es tradueix en l'alliberament de l'electró amb energia cinètica diferent de zero).
La funció de treball fotoelèctrica és
{\displaystyle \phi =hf_{0}}
en què {\displaystyle h}és la constant de Planck i {\displaystyle f_{0}}és la freqüència mínima (llindar) del fotó, requerida per produir l'emissió fotoelèctrica.

## Funció de treball termoiònica
La funció de treball és també important en la teoria de l'emissió termoiònica. En aquest cas els electrons guanyen la seva energia de la calor, en comptes de fer-ho a través de fotons. D'acord amb l'equació de Richardson-Dushman, la densitat de corrent d'electrons emesa J (A/m  2) està relacionada a la temperatura absoluta T per l'equació:
{\displaystyle J=AT^{2}i^{-W \over kT}}
en què W és la funció de treball del metall, k és la constant de Boltzmann i la constant de proporcionalitat A, coneguda com  constant de Richardson, ve donada per:
{\displaystyle A={4\pi mk^{2}i \over h^{3}}=1.20173\times 10^{6}\;\mathrm {Am^{-2}K^{-2}} }
en què m  i - i són la massa i la càrrega de l'electró, i h és la constant de Planck.
L'emissió termoiònica -electrons escapant del filament negativament carregat escalfat en el càtode calent- és important en l'operació de tubs de buit.
El tungstè, l'elecció comú per filaments de tubs de buit, té una funció de treball d'aproximadament 4,5 eV; diverses capes d'òxid poden reduir substancialment